# Konami
Konami Group Corporation (コナミグループ株式会社 Konami Gurūpu Kabushiki-gaisha?), o simplemente Konami, es una empresa de desarrollo de juguetes, cartas coleccionables, anime, tokusatsu, máquinas tragamonedas y videojuegos. Fue fundada en 1969 como un negocio de reparación y de jukeboxes en Osaka, Japón, por Kagemasa Kozuki, quien es todavía su presidente y director ejecutivo.
El nombre "Konami" es una conjunción de los nombres Kagemasa Kozuki, Yoshinobu Nakama, Hiro Matsuda, y Shokichi Ishihara, quienes fueron los socios de Kozuki y los fundadores originales de Konami Industry Co., Ltd en 1973. Konami también significa «olas pequeñas». Tiene actualmente sus bases en Tokio y adicionalmente opera clubes de salud y ejercicio en Japón.
Konami ha sido el responsable de la creación de 6 de las franquicias más exitosas en la historia de los videojuegos: Castlevania, Contra, Metal Gear Solid, Silent Hill, Dance Dance Revolution (que fue el parte aguas para la creación de este tipo de juegos como Pump It Up de Andamiro) y Pro Evolution Soccer (desde su primer videojuego, International Superstar Soccer), así como ser la creadora de videojuegos exitosos, basados en series, caricaturas y películas, tales son los casos de los videojuegos de las caricaturas Tiny Toon Adventures, Animaniacs y Tortugas Ninja, así como el videojuego Batman Returns, basado en la película homónima, y haber desarrollado el considerado mejor videojuego de arcade de todos los tiempos: The Simpsons Arcade Game. Aunado a eso, también ha sido la creadora de la franquicia de cartas coleccionable de Yu-Gi-Oh!, basados en el popular ánime japonés, logrando un gran éxito (y ser la única que le pudo hacer frente al éxito del también juego de cartas Magic: El encuentro).

## Historia
El 19 de marzo de 1973, Kozuki transformó el buen negocio a Konami Industry Co. Ltd. y comenzó a trabajar en la manufactura de máquinas arcade. Su primera máquina de juegos fue creada en 1978. La empresa comenzó a tener éxito con juegos tales como Frogger, Scramble, y Super Cobra.
Entre 1982 y 1985, Konami desarrolló y vendió juegos para PC produciendo juegos para el ordenador MSX y la consola Family Computer ("Famicom") de Nintendo. Konami de América Inc. fue establecida en Torrance, California en 1982 pero desplazada a Illinois en 1984. Además en 1984, Konami se expandió al Reino Unido estableciendo Konami Limited.
Konami comenzó a cosechar grandes éxitos con la aparición del sistema Famicom de Nintendo, que fue lanzado en Estados Unidos con el nombre de Nintendo Entertainment System (NES). Muchos de los juegos mejor vendidos del NES fueron producidos por Konami, incluyendo Gradius, la serie Castlevania, las series Contra y Metal Gear. Konami fue uno de los estudios de desarrollo más activos y prolíficos del NES, lo cual le condujo a un conflicto con las restricciones de licencia de Nintendo de América. Durante el apogeo del NES, Nintendo de América controló la producción de todos los títulos de este sistema, y limitó la participación de los desarrolladores secundarios a un máximo de cinco títulos por año. Muchas empresas evitaron estas restricciones fundando corporaciones subsidiarias cuasi-independientes, logrando así doblar el número de juegos que podían lanzar en un año. En el caso de Konami, esta subsidiaria fue conocida como Ultra Games, y un gran número de títulos se publicaron en Norteamérica bajo su nombre, incluyendo el original Metal Gear, Gyruss, Skate or Die, los primeros dos juegos de Teenage Mutant Ninja Turtles y el polémico Snake's Revenge (una secuela de Metal Gear hecha por Japón específicamente para el mercado occidental). En Europa, enfrentada por una restricción similar establecida por la marca europea de Nintendo, Konami hizo Palcom Software Ltd. con el mismo fin. A mediados de los noventa, Nintendo de América había relajado muchas de sus restricciones, y Ultra fue cerrada en 1992 al no ser necesitada más.
En 1992, algunos miembros de Konami formaron Treasure Co. Ltd, la cual, como Konami, es bien conocida en el mundo de los videojuegos como creadora de juegos de acción.
En 1994 lanzó la primera versión del éxito mundial en los videojuegos de Fútbol el International Superstar Soccer inspirado en el Mundial de Estados Unidos 1994, más adelante lanzarían el International Superstar Soccer Deluxe y después lanzando su versión para Nintendo 64, y a comienzos del siglo XXI lanzando también versiones del juego para PlayStation 1 y PlayStation 2.
En 1996, Konami trasladó sus oficinas en Estados Unidos de Buffalo Grove, Illinois a su ubicación actual en Redwood City, California. Las instalaciones en Buffalo Grove fueron usadas por un tiempo para la manufactura de videojuegos arcade.
En 2003, Konami de América clausuró su división arcadia debido a graves pérdidas; las locaciones de Buffalo Grove cerraron junto con ella. En ese mismo año Konami se unió a la empresa japonesa de filmación Toho Company, Ltd. para crear su propia franquicia de televisión en el género tokusatsu, conocida como Chōseishin Series, con el objetivo de competir con las series Super Sentai de Toei.
En el año 2001, Konami se convirtió en el dueño de Hudson Soft. Konami tiene una oficina y una instalación de producción de juegos en Las Vegas, Nevada para su subsidiaria dedicada a la creación de juegos de casinos.
El número 573 es una representación de Konami. Cinco en japonés es "go", cambiado a la forma no sonora "ko"; siete en japonés se pronuncia "nana" y acortado es "na"; tres en japonés es mittsu, acortado a "mi"; "573" = "ko-na-mi". Este número aparece en muchos números telefónicos de Konami, en sus páginas web con sistema e-AMUSEMENT (como eagate.573.jp) y como un puntaje alto en muchos de sus juegos.
En el año 2005 fue anunciado Metal Gear Solid 4: Guns of the Patriots para PlayStation 3, que fue la producción más importante y cara que tuvo en desarrollo, y su lanzamiento se produjo en el segundo trimestre del 2008. Debido a sus altos costes, la vinculación de la saga con la marca PlayStation, y el uso del chip CELL, no se publicó para otras plataformas.
En el campo de arcades, desde 2011, anunció solo en Japón un torneo de arcades llamado Konami Arcade Championship, que inicia a finales de cada año. En este torneo, los jugadores requerían de cuenta e-Amusement para participar en uno o varios videojuegos arcade actuales de esta empresa y solo en una determinada prefectura se hacía las finales de arcades de esta empresa, en donde la recompensa suele ser premios en dinero y la copa.
En abril de 2015, Konami se retiró de la bolsa de valores de Nueva York tras la disolución de su filial de Kojima Productions. El nombre comercial de la compañía se cambió de Konami Corporation a Konami Holdings Corporation.
El 2016, la división de arcades, pachinkos y tragamonedas se ha fusionado en Konami Amusement.
Debido a que hubo un conflicto interno entre la empresa y los artistas Bemani, a finales de 2017, las canciones creadas por dichos artistas llevan el nombre de "Bemani Sound Team" más el autor de dicha canción.
Al iniciar el 2020, Konami movió sus oficinas centrales a Ginza, en el cual incluye instalaciones de esports, como el esports GINZA studio, lo cual permite nuevos eventos de videojuegos ante cancelaciones de otros eventos, y una escuela de deportes electrónicos.
Konami anunció una importante reestructuración de Konami Digital Entertainment el 25 de enero de 2021, que incluye la disolución de sus Divisiones de productos 1, 2 y 3 para volver a consolidarse en una nueva estructura que se anunciará más adelante. Konami afirmó que esto no afectaría su compromiso con los videojuegos y era solo una reestructuración interna. El 1 de julio de 2022, Konami cambió nuevamente su nombre corporativo de Konami Holdings Corporation a Konami Group Corporation.
En abril de 2023, Konami anunció que abrió un nuevo estudio en Osaka, Japón. Las nuevas oficinas, ubicadas en el edificio sur de las Torres Gemelas de Osaka Umeda, apoyarán al desarrollador en sus esfuerzos por crecer y perdurar en las próximas décadas. Konami sugirió que el nuevo edificio sería una entidad central en los proyectos actuales y futuros del estudio, y señaló que espera que Konami Osaka fomente el "crecimiento sostenible" durante los próximos 50 años.
Konami es actualmente el cuarto desarrollador de videojuegos más grande en Japón después de (en orden descendente) Nintendo Co, Ltd., Sega Sammy Holdings y Namco Bandai Holdings.
Aunque sus lanzamientos han sido menos numerosos en la etapa de las consolas de séptima generación, Konami ha puesto a la venta importantes títulos como Saw y Saw II: Flesh & Blood en 2009 y 2011 respectivamente, Silent Hill: Downpour (2012), Silent Hill HD Collection (2012), Silent Hill: Book of Memories (2012), Zone of the Enders HD Collection (2012), NeverDead (2012), Metal Gear Rising: Revengeance (2013) o Metal Gear Solid V: The Phantom Pain (2015).

### Trivia
El número 573 es una representación de Konami. Cinco en japonés es "go", cambiado a la forma no sonora "ko"; siete en japonés se pronuncia "nana" y acortado es "na"; tres en japonés es mittsu, acortado a "mi"; "573" = "ko-na-mi". Este número aparece en muchos números telefónicos de Konami, en sus páginas web con sistema e-AMUSEMENT (como eagate.573.jp) y como un puntaje alto en muchos de sus juegos.

### Logos

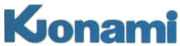
1981-1986
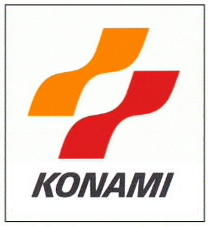
1986–1998 (con cursivas)
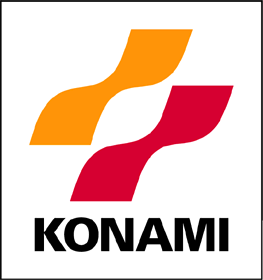
1998-2003 (sin cursivas)
2003–actualidad

## Estructura de la empresa
Japón
- Konami Corporation (Konami Group Corporation)
  - Konami Digital Entertainment (hasta 2016 para la división de arcades y máquinas de casinos)
  - Konami Amusement (desde 2016 para la división de arcades y máquinas de casinos)
  - Konami Arcade Games (desde octubre de 2025 para la división de arcades)
  - Konami Sports & Life Co., Ltd.
  - Konami Real Estate, Inc.
  - KPE, Inc.
  - Konami Manufacturing and Service, Inc.
  - Konami Facility Service, Inc.
  - KME Co., Ltd.
  - Takasago Electric Industry Co., Ltd.
  - Konami Computer Entertainment (sin importar dirección)
  - Hudson Soft Company, Limited (tras la adquisición de la empresa)
  - DIGITAL GOLF Inc. (tras la adquisición de la empresa)
  - Konami Online, Inc.
  - Konami Media Entertainment, Inc.
  - Konami Traumer, Inc
  - Internet Revolution, Inc.
  - Biz Share Corporation
  - Combi Wellness Corporation
  - THE CLUB AT YEBISU GARDEN CO., LTD.
  - Konami Holdings Corporation.[6][7]
  - Bemani Sound Team (tras el conflicto interno entre Konami y los artistas Bemani)

América
- Konami Corporation of America — Holding company U.S.
  - Konami Digital Entertainment (hasta 2016 para la división de arcades y máquinas de casinos) - anteriormente Konami of America Inc.
  - Konami Amusement (desde 2016 para la división de arcades y máquinas de casinos)
  - Konami Arcade Games (desde octubre de 2025 para la división de arcades)
  - Konami Gaming, Inc. en Paradise, Nevada.

Europa
- Konami Digital Entertainment B.V.
  - Konami Digital Entertainment GmbH - Nombres anteriores: Konami Limited, Konami Corporation of Europe B.V.

Asia
- Konami Digital Entertainment Limited (para Asia y establecida en Hong Kong) - Nombres anteriores: Konami (Hong Kong) Limited, Konami Marketing (ASIA) Ltd.
- Konami Software Shanghai, Inc.
- Konami Digital Entertainment Co. (para Corea, establecida en Corea del Sur)